# WTA de Varsóvia
O WTA de Varsóvia – ou BNP Paribas Warsaw Open, na última edição – foi um torneio de tênis profissional feminino, de categoria WTA 250.
Realizado em Varsóvia, capital da Polônia, estreou em 1995 e teve três hiatos. Retornou em 2022, em substituição a Gdynia,, mas durou duas edições. Os jogos eram disputados em quadras de saibro durante o mês de julho.

## Finais

### Simples
| Ano                                     | Campeã                  | Vice-campeã         | Resultado          |
| --------------------------------------- | ----------------------- | ------------------- | ------------------ |
| 2023                                    | Iga Świątek             | Laura Siegemund     | 6–0, 6–1           |
| 2022                                    | Caroline Garcia         | Ana Bogdan          | 6–4, 6–1           |
| Torneio não realizado entre 2021 e 2011 |                         |                     |                    |
| 2010                                    | Alexandra Dulgheru      | Zheng Jie           | 6–3, 6–4           |
| 2009                                    | Alexandra Dulgheru      | Alona Bondarenko    | 7–63, 3–6, 6–0     |
| Torneio não realizado em 2008           |                         |                     |                    |
| 2007                                    | Justine Henin           | Alona Bondarenko    | 6–1, 6–3           |
| 2006                                    | Kim Clijsters           | Svetlana Kuznetsova | 7–5, 6–2           |
| 2005                                    | Justine Henin-Hardenne  | Svetlana Kuznetsova | 3–6, 6–2, 7–5      |
| 2004                                    | Venus Williams          | Svetlana Kuznetsova | 6–1, 6–4           |
| 2003                                    | Amélie Mauresmo         | Venus Williams      | 6–7, 6–0, 3–0, ab. |
| 2002                                    | Elena Bovina            | Henrieta Nagyová    | 6–3, 6–1           |
| Torneio não realizado em 2001           |                         |                     |                    |
| 2000                                    | Henrieta Nagyová        | Amanda Hopmans      | 2–6, 6–4, 7–5      |
| 1999                                    | Cristina Torrens Valero | Inés Gorrochategui  | 7–5, 7–63          |
| 1998                                    | Conchita Martínez       | Silvia Farina       | 6–0, 6–3           |
| 1997                                    | Barbara Paulus          | Henrieta Nagyová    | 6–4, 6–4           |
| 1996                                    | Henrieta Nagyová        | Barbara Paulus      | 3–6, 6–2, 6–1      |
| 1995                                    | Barbara Paulus          | Alexandra Fusai     | 7–6, 4–6, 6–1      |

### Duplas
| Ano                                     | Campeãs                                    | Vice-campeãs                               | Resultado        |
| --------------------------------------- | ------------------------------------------ | ------------------------------------------ | ---------------- |
| 2023                                    | Heather Watson Yanina Wickmayer            | Weronika Falkowska Katarzyna Piter         | 6–4, 6–4         |
| 2022                                    | Anna Danilina Anna-Lena Friedsam           | Katarzyna Kawa Alicja Rosolska             | 6–4, 5–7, [10–5] |
| Torneio não realizado entre 2021 e 2011 |                                            |                                            |                  |
| 2010                                    | Virginia Ruano Pascual Meghann Shaughnessy | Cara Black Yan Zi                          | 6–3, 6–4         |
| 2009                                    | Raquel Kops-Jones Bethanie Mattek-Sands    | Yan Zi Zheng Jie                           | 6–1, 6–1         |
| Torneio não realizado em 2008           |                                            |                                            |                  |
| 2007                                    | Vera Dushevina Tatiana Perebiynis          | Elena Likhovtseva Elena Vesnina            | 7–5, 3–6, [10–2] |
| 2006                                    | Elena Likhovtseva Anastasia Myskina        | Anabel Medina Garrigues Katarina Srebotnik | 6–3, 6–4         |
| 2005                                    | Tatiana Perebiynis Barbora Strýcová        | Klaudia Jans Alicja Rosolska               | 6–1, 6–4         |
| 2004                                    | Silvia Farina Elia Francesca Schiavone     | Gisela Dulko Patricia Tarabini             | 3–6, 6–2, 6–1    |
| 2003                                    | Liezel Huber Magdalena Maleeva             | Eleni Daniilidou Francesca Schiavone       | 3–6, 6–4, 6–2    |
| 2002                                    | Jelena Kostanić Henrieta Nagyová           | Evgenia Kulikovskaya Silvija Talaja        | 6–1, 6–1         |
| Torneio não realizado em 2001           |                                            |                                            |                  |
| 2000                                    | Tathiana Garbin Janette Husárová           | Iroda Tulyaganova Anna Zaporozhanova       | 6–3, 6–1         |
| 1999                                    | Cătălina Cristea Irina Selyutina           | Amélie Cocheteux Janette Husárová          | 6–1, 6–2         |
| 1998                                    | Olga Lugina Karina Habšudová               | Liezel Horn Karin Kschwendt                | 7–6, 7–5         |
| 1997                                    | Ruxandra Dragomir Inés Gorrochategui       | Meike Babel Catherine Barclay              | 6–4, 6–0         |
| 1996                                    | Olga Lugina Elena Wagner                   | Alexandra Fusai Laura Garrone              | 1–6, 6–4, 7–5    |
| 1995                                    | Sandra Cecchini Laura Garrone              | Henrieta Nagyová Denisa Krajčovičová       | 5–7, 6–2, 6–3    |